# Сафонов Олександр Олександрович
Олександр Олександрович Сафонов (нар. 17 грудня 1991, Знам'янка) — український футболіст, захисник клубу ЛНЗ.

## Клубна кар'єра
Олександр Сафонов народився у Знам'янці. Розпочав займатися футболом спочатку в кіровоградській футбольній школі «Олімпік». пізніше в олександрійській ДЮФК «Аметист-2001». Виступи на футбольних полях Олександр Сафонов розпочав із аматорської команди «Олександрія-Аметист» у 2008 році, в якій грав до 2011 року. У 2009 році грав у Кубку Ліги за команду «Олександрія-2». На початку сезону 2011—2012 років Сафонов став гравцем команди Прем'єр-ліги ПФК «Олександрія», проте грав лише за дублюючий склад команди. З початку 2012 року футболіст повернувся на аматорський рівень, грав спочатку за команду «Буревісник» з Петрового, обирався капітаном команди Пізніше Сафонов перейшов до іншого аматорського клубу "АФ «П'ятихатська», який пізніше був перейменований у «Інгулець». На початку 2015 року футболіст став гравцем команди другої ліги «Черкаський Дніпро», з яким за півроку став переможцем турніру другої ліги. а наступного сезону разом із командою отримав срібні медалі турніру першої ліги, проте черкаська команда не вийшла до Прем'єр-ліги через скорочення числа учасників турніру. На початку сезону Олександр Сафонов перейшов до іншого першолігового клубу «Миколаїв», за який зіграв 6 матчів чемпіонату. У кінці 2016 — початку 2017 року Сафонов грав за футзальний клуб «Нова Поліція» з Кропивницького.
У січні 2017 року Олександр Сафонов прибув на перегляд до клубу вищої ліги Білорусі «Слуцьк» з однойменного міста, й у лютому цього ж року підписав із білоруським клубом контракт. Український футболіст швидко завоював місце в основі клубу, зіграв 28 матчів у чемпіонаті Білорусі, проте по закінченні сезону розірвав контракт із клубом.
У грудні 2017 року Олександр Сафонов повернувся в Україну, та невдовзі уклав контракт із командою першої ліги «Волинь» з Луцька. Дебютував Сафонов у новій команді 24 березня 2018 року в матчі з «Нафтовиком-Укрнафта». За півроку, зігравши 11 матчів, футболіст перейшов до команди другої ліги «Черкащина-Академія». На початку 2019 року Сафонов перейшов до складу клубу «Кремінь» з Кременчука, з яким вийшов до першої ліги, а в другій половині року також грав за футзальний клуб «Ельбрук» з Кропивницького. У 2021 році Олександр Сафонов грав у складі команди другої ліги ЛНЗ з Черкас.

## Досягнення
- Переможець чемпіонату України з футболу в другій лізі 2014—2015.
- Срібний призер чемпіонату України з футболу 2015—2016 в першій лізі.